# Росбахское сражение
Росбахское сражение (нем. Schlacht von Roßbach) — сражение, произошедшее 5 ноября 1757 года в ходе Семилетней войны у селения Росбах (нем. Rossbach; ныне часть города Браунсбедра в Саксонии близ Мерзебурга) между войсками прусского короля Фридриха Великого и соединённой французско-имперской армией под командованием принца Субиза и принца Саксен-Гильдбурггаузенского.

## Накануне сражения
В конце лета 1757 года французская армия под командованием принца Шарль де Роган-Субиза, усиленная сильным имперским контингентом под командованием Саксен-Гильдбурггаузена продвинулась в Тюрингию с целью освобождения Саксонии, оккупированной Фридрихом II в начале войны. Фридрих II, используя внутренние пути сообщения, хотел вытеснить франко-имперские войска Субиза, прежде чем они смогут присоединиться к другим противостоящим пруссакам силам. 31 августа он выступил из Дрездена с 25 000 человек и повел свои войска форсированным маршем, преодолев 300 км за 13 дней. Чтобы ускорить свой марш, он оставил свои обозы. К концу октября Фридрих собрал свои войска вокруг Лейпцига. 3 ноября он форсировал Заале в трех местах и 4 ноября столкнулся с противником, стоявшим лицом к востоку, юго-востоку от Мюхельна. Фридрих расположился лагерем между Бедрой и Россбахом фронтом на запад. Так как между принцем Субизом, желавшим только двинуться в лагерь, и Гильдбурггаузеном, призывавшим к наступлению, возникли разногласия, коалиционная армия, вдвое превосходившая по численности прусские войска, сначала двинулась на юг, но отвернула в день битвы южнее Петтштедта на восток.

## Ход сражения
Около 14:30 союзники, полагая, что смогут разбить отступающих пруссаков, выдвинули кавалерию резервного корпуса под командованием герцога де Брольи и кавлерийскую бригаду Бурбон (по имени кавалерийского полка Бурбон) перед своими войсками, которые двинулись на восток тремя колоннами, тем самым начав сражение. Прусский король понял опасность для своего левого фланга и решил контратаковать подходившие три колонны противника. Поэтому генерал-майору Фридриху Вильгельму фон Зейдлицу было приказано немедленно атаковать противника силами 38 кавалерийских эскадронов между Янус-Хюгелем и Позендорфер-Берг.
Вначале союзники в течение 15 минут обстреливались прусской артиллерией с холма Янус, а затем Зейдлиц, незаметно для противника занявший исходную позицию, около 15:30 атаковал сначала в лоб, затем в обход с флангов и захватил вражескую батарею. Контратака кавалерии союзников под командованием герцога де Брольи провалилась, и она устремилась назад к Сторкау.
В 16 часов прусская пехота, построенная в косом боевом порядке фронтом на юго-запад, вышла на линию Налендорф — Райхардтсвербен и сблизилась с потрёпанными Зейдлицем тремя маршевыми колоннами противника. Франконские батальоны принца Георга Гессенского отклонились вправо и бежали, преследуемые прусской кавалерией. Фридрих охватил открытое правое крыло колонн и тем самым усилил наметившуюся панику в рядах союзников. Паника вылилась в неуправляемую стрельбу и переросла в бегство большей части войск. Выстояла только бригада Витемера (названа по имени полка швейцарцев на французской службе), которая, развернувшись в линию, решительно пошла навстречу пруссакам в штыковую атаку. Но в 40 шагах от прусской линии она была встречена огнём выдвинувшейся вперёд артиллерии и понесла  большие потери. Союзные полки вначале отступили, а затем бежали, как и франконские полки с правой стороны колонны.
Около 17 часов Зейдлиц снова атаковал уже отступавших союзников на их правом фланге. Войска коалиции, окруженные теперь с двух сторон, оставив большую часть орудий, в полном беспорядке рассеялись в направлении Петтштадта. Кирасирские полки преследовали отступающего противника до Грёста и Обшюца.

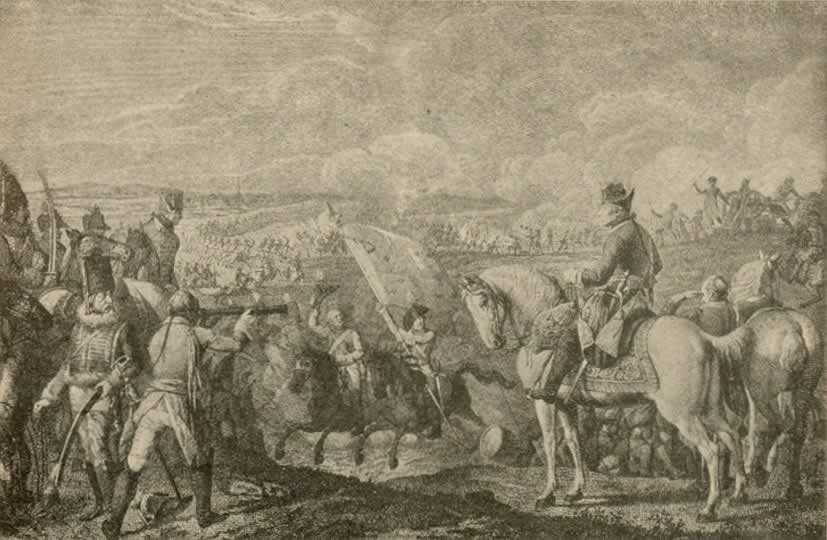
Фридрих II в сражении при Росбахе

## Результаты
Армия Фридриха II потеряла 500 человек; потери Франции и Империи составили 5000 человек убитыми и 5000 пленными. Фридрих решил продвинуться на восток, в Силезию, и через месяц одержал победу при Лейтене. Как это ни парадоксально, поражение не имело для Субиза плохих последствий; он обвинил в поражении принца Саксен-Гильдбурггаузенского. В 1758 году принц одержал победу при Лутерберге, получил жезл маршала Франции и командовал войсками в следующих кампаниях.